# Hemel Hempstead (circonscription britannique)
Circonscription parlementaire de la Chambre des communes
La circonscription d'Hemel Hempstead est une circonscription électorale anglaise située dans le Hertfordshire, et représentée à la Chambre des communes du Parlement britannique depuis 2005 par Michael Penning, du Parti conservateur.

## Géographie
La circonscription comprend:
- La ville d'Hemel Hempstead

## Députés
Les Members of Parliament (MPs) de la circonscription sont:
1918-1983
| Législature                                                  | Années    | Député            | Député                 | Parti        |
| ------------------------------------------------------------ | --------- | ----------------- | ---------------------- | ------------ |
| Hemel Hempstead                                              |           |                   |                        |              |
| 31e                                                          | 1918–1920 |                   | Gustavus Arthur Talbot | Conservateur |
| 31e                                                          | 1920-1922 | J. C. C. Davidson |                        | Conservateur |
| 32e                                                          | 1922–1923 | J. C. C. Davidson |                        | Conservateur |
| 33e                                                          | 1923–1924 |                   | John Freeman Dunn      | Libéral      |
| 34e                                                          | 1924–1929 |                   | J.C.C. Davidson (2)    | Conservateur |
| 35e                                                          | 1929–1931 |                   | J.C.C. Davidson (2)    | Conservateur |
| 36e                                                          | 1931–1935 |                   | J.C.C. Davidson (2)    | Conservateur |
| 37e                                                          | 1935–1937 |                   | J.C.C. Davidson (2)    | Conservateur |
| 37e                                                          | 1937-1945 | Frances Davidson  |                        | Conservateur |
| 38e                                                          | 1945–1950 | Frances Davidson  |                        | Conservateur |
| 39e                                                          | 1950–1951 | Frances Davidson  |                        | Conservateur |
| 40e                                                          | 1951–1955 | Frances Davidson  |                        | Conservateur |
| 41e                                                          | 1955–1957 | Frances Davidson  |                        | Conservateur |
| 42e                                                          | 1959–1964 | James Allason     |                        | Conservateur |
| 43e                                                          | 1964–1966 | James Allason     |                        | Conservateur |
| 44e                                                          | 1966–1970 | James Allason     |                        | Conservateur |
| 45e                                                          | 1970–1974 | James Allason     |                        | Conservateur |
| 46e                                                          | 1974–1974 | James Allason     |                        | Conservateur |
| 47e                                                          | 1974–1979 |                   | Robin Corbett          | Tavailliste  |
| 48e                                                          | 1979–1983 |                   | Nicholas Lyell         | Conservateur |
| Remplacée par Hertfordshire West et Hertfordshire South West |           |                   |                        |              |

Depuis 1997
| Législature                   | Années       | Député | Député        | Parti        |
| ----------------------------- | ------------ | ------ | ------------- | ------------ |
| Recréée de West Hertfordshire |              |        |               |              |
| 52e                           | 1997–2001    |        | Tony McWalter | Tavailliste  |
| 53e                           | 2001–2005    |        | Tony McWalter | Tavailliste  |
| 54e                           | 2005–2010    |        | Mike Penning  | Conservateur |
| 55e                           | 2010–2015    |        | Mike Penning  | Conservateur |
| 56e                           | 2015–2017    |        | Mike Penning  | Conservateur |
| 57e                           | 2017–2019    |        | Mike Penning  | Conservateur |
| 58e                           | 2019–Présent |        | Mike Penning  | Conservateur |

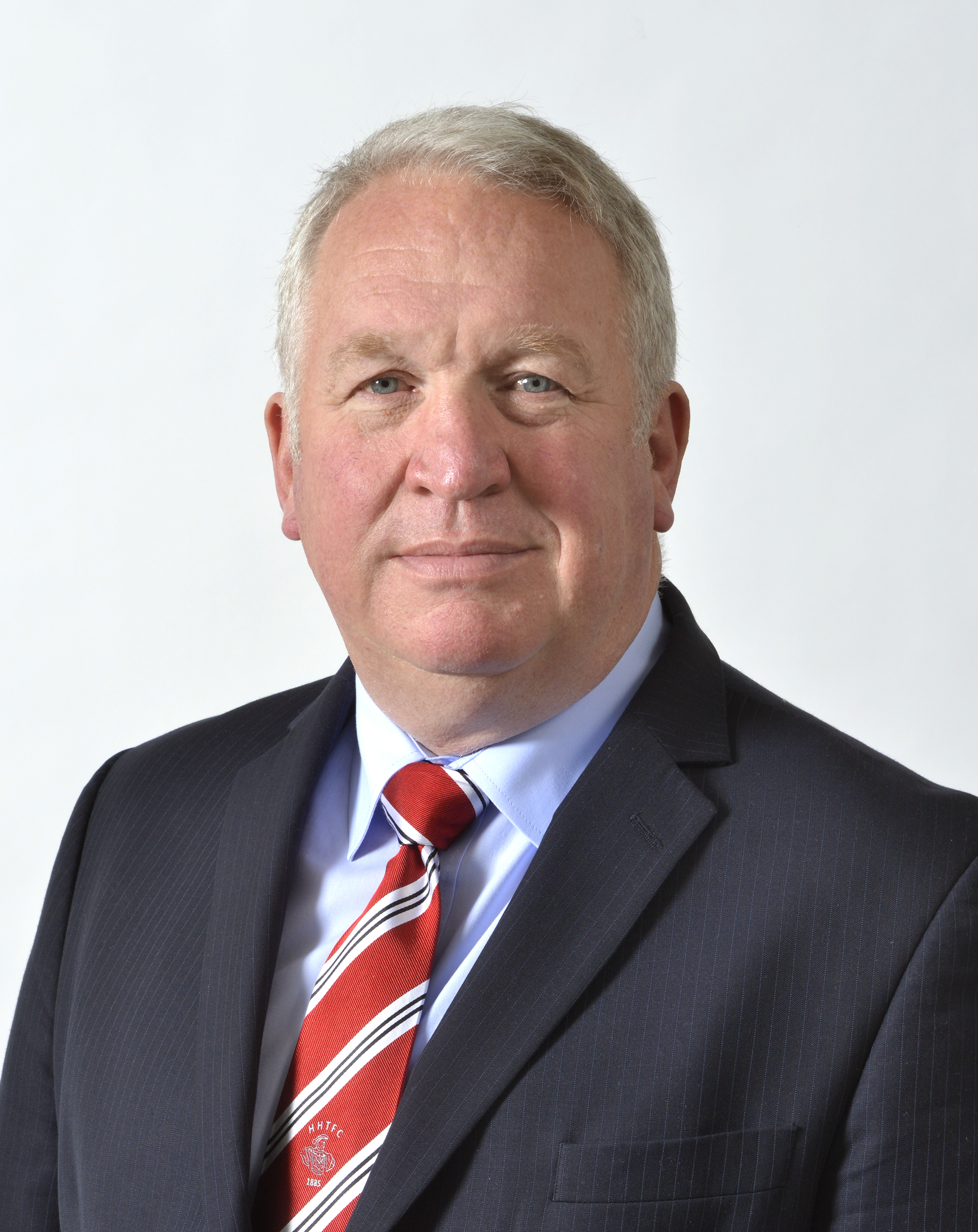
Mike Penning (2005-Présent)